# Museo de la Ciudad de Querétaro
El Museo de la Ciudad de Querétaro es un espacio cultural ubicado en el centro histórico de Querétaro, México. Se encuentra en el antiguo convento de las Capuchinas, una construcción barroca del siglo XVIII, y está dedicado a la promoción de las artes visuales contemporáneas, la música, el cine y el teatro.

## Historia
Ubicado en lo que fue el Convento de las Religiosas Capuchinas, este edificio comenzó su construcción en 1718 gracias a los recursos donados por don Juan Caballero y Osio, benefactor destacado de obras religiosas en Querétaro. Aunque el edificio fue diseñado para albergar a las monjas Clarisas Capuchinas provenientes del Convento de San Felipe de Jesús en la Ciudad de México, no fue sino hasta 1859 que finalmente se logró su ocupación y enclaustramiento en la ciudad.
Durante más de un siglo, el convento funcionó como espacio religioso hasta que, tras las reformas liberales y la Ley de Desamortización de Bienes Eclesiásticos en el siglo XIX, fue expropiado por el Estado mexicano. Desde entonces, el inmueble fue utilizado para distintos fines, incluyendo cuartel militar, sede educativa y oficinas gubernamentales.
Uno de los episodios históricos más importantes en los que participó este edificio ocurrió en 1867, cuando Maximiliano de Habsburgo, emperador del Segundo Imperio Mexicano, fue capturado por las fuerzas republicanas tras el sitio de Querétaro. El exmonarca fue recluido en este inmueble como prisión temporal, antes de ser trasladado al cerro de las Campanas, donde fue juzgado y ejecutado por órdenes del gobierno del presidente Benito Juárez. Este hecho le otorgó al edificio un papel simbólico en la historia nacional.
En las décadas posteriores, el edificio siguió siendo utilizado con fines públicos, aunque sufrió un importante deterioro estructural. Fue hasta la década de 1990 que el gobierno del estado de Querétaro, reconociendo su valor patrimonial, emprendió una cuidadosa restauración integral del espacio, respetando su arquitectura original. El 14 de febrero de 1997, el edificio fue inaugurado oficialmente como el Museo de la Ciudad de Querétaro, con la misión de convertirse en un espacio para la promoción artística, la formación cultural y el encuentro ciudadano.
Desde su apertura, el museo se ha consolidado como un punto de referencia para la vida cultural queretana, albergando exposiciones de artes visuales contemporáneas, presentaciones escénicas, talleres, ciclos de cine y conciertos, con una programación diversa e incluyente.

## Sede
El museo se ubica en el antiguo convento de las Capuchinas, un edificio de arquitectura barroca que conserva elementos originales como patios, arcos y celdas. La restauración respetó la estructura original, adaptándola para albergar salas de exposición, un auditorio y espacios para talleres y eventos culturales.

## Administración
El Museo de la Ciudad es administrado por la Secretaría de Cultura del Estado de Querétaro. Desde su apertura, ha contado con la dirección de diversos gestores culturales que han impulsado su programación artística y educativa. Actualmente, la dirección está a cargo de Gabriel Hörner García.

## Colecciones y actividades
El Museo de la Ciudad no posee una colección permanente, sino que funciona principalmente como un espacio para exposiciones temporales y actividades culturales de diversas disciplinas. Cuenta con 22 salas de exhibición temporal, tres espacios escénicos formales y una biblioteca infantil. Además, dispone de áreas especializadas para el desarrollo de talleres, residencias artísticas y programas formativos dirigidos a públicos diversos.
Desde su apertura en 1997, el museo ha desarrollado una programación intensiva y variada. A lo largo de los años se han realizado más de seis mil exposiciones, mil quinientos conciertos, más de diez mil funciones de teatro, ocho mil funciones de danza, más de nueve mil funciones de cine, más de tres mil talleres, cursos y diplomados, así como más de dos mil actividades literarias, además de una infinidad de performances y eventos de difícil clasificación.
Al año se presentan más de 100 exposiciones en sus espacios; se promueven 700 actividades culturales, y 30 mil infancias lo visitan. Esta gran actividad lo ha consolidado como uno de los principales espacios de promoción artística y cultural en el estado de Querétaro, destacando por su vocación multidisciplinaria y su apertura a expresiones tanto consolidadas como emergentes.